# 馬格利亞西納河
45°58′20″N 8°53′35″E / 45.97233°N 8.89305°E

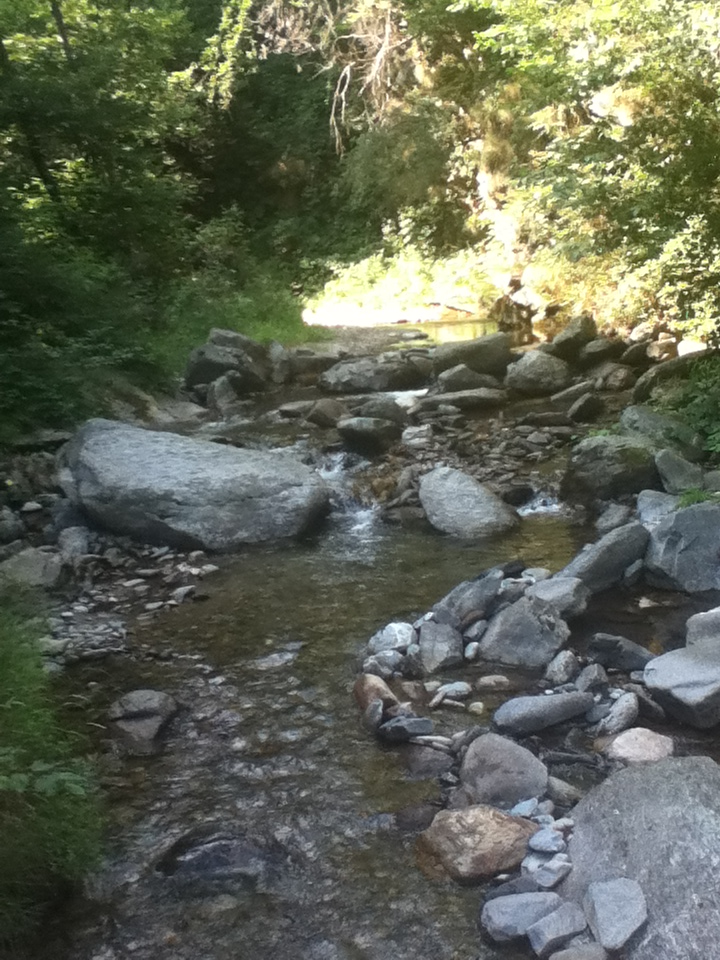

馬格利亞西納河是瑞士的河流，位於該國南部，流經提契諾州，河道全長16.8公里，流域面積34.6平方公里，最終在卡斯拉諾注入盧加諾湖。